# Supercoppa UEFA 1977
La Supercoppa UEFA 1977 è stata la quarta edizione della Supercoppa UEFA.
Si è svolta il 22 novembre e 6 dicembre 1977 in gara di andata e ritorno tra la squadra vincitrice della Coppa dei Campioni 1976-1977, ovvero gli inglesi del Liverpool, e la squadra vincitrice della Coppa delle Coppe 1976-1977, ossia i tedeschi occidentali dell'Amburgo.
A conquistare il titolo è stato il Liverpool, che ha pareggiato la gara di andata ad Amburgo per 1-1 e ha vinto la gara di ritorno a Liverpool per 6-0: il parziale del retour match ha eguagliato il maggiore scarto in partita singola nella storia della competizione, stabilito precedentemente dall'Ajax contro il Milan nella finale di ritorno dell'edizione 1973.

## Partecipanti
| Squadre   | Qualificazione                                | Partecipazioni precedenti (il grassetto indica la vittoria) |
| --------- | --------------------------------------------- | ----------------------------------------------------------- |
| Liverpool | Vincitrice della Coppa dei Campioni 1976-1977 | Nessuna                                                     |
| Amburgo   | Vincitrice della Coppa delle Coppe 1976-1977  | Nessuna                                                     |

## Tabellini

### Andata
| Arbitro: | António Garrido |

|            |           |                |
| Keller 29’ | Marcatori | 65’ Fairclough |

| Amburgo (3-4-3) |    |                   |  |     |
|                 |    |                   |  |     |
| P               | 1  | Jürgen Stars      |  |     |
| D               | 2  | Hans-Jürgen Ripp  |  |     |
| D               | 3  | Ivan Buljan       |  | 67’ |
| D               | 6  | Manfred Kaltz (c) |  |     |
| C               | 5  | Kurt Eigl         |  |     |
| C               | 4  | Caspar Memering   |  |     |
| C               | 9  | Klaus Zaczyk      |  |     |
| C               | 10 | Felix Magath      |  | 64’ |
| A               | 11 | Arno Steffenhagen |  |     |
| A               | 7  | Kevin Keegan      |  |     |
| A               | 8  | Ferdinand Keller  |  |     |
| Sostiruzioni:   |    |                   |  |     |
| D               | 12 | Andreas Karow     |  | 67’ |
| C               | 14 | Horst Bertl       |  | 64’ |
| Allenatore:     |    |                   |  |     |
| Özcan Arkoç     |    |                   |  |     |

| Liverpool (4-4-2) |    |                  |  |     |
|                   |    |                  |  |     |
| P                 | 1  | Ray Clemence     |  |     |
| D                 | 2  | Phil Neal        |  |     |
| D                 | 3  | Joey Jones       |  | 33’ |
| D                 | 4  | Phil Thompson    |  |     |
| C                 | 5  | Ray Kennedy      |  |     |
| D                 | 6  | Emlyn Hughes (c) |  |     |
| A                 | 7  | Kenny Dalglish   |  |     |
| C                 | 8  | Jimmy Case       |  | 58’ |
| C                 | 9  | Steve Heighway   |  |     |
| A                 | 10 | David Fairclough |  |     |
| C                 | 11 | Ian Callaghan    |  |     |
| A disposizione:   |    |                  |  |     |
| D                 | 12 | Tommy Smith      |  | 33’ |
| A                 | 13 | David Johnson    |  | 58’ |
| C                 | 14 | Terry McDermott  |  |     |
| A                 | 15 | John Toshack     |  |     |
| P                 | 16 | Peter McDonnell  |  |     |
| Allenatore:       |    |                  |  |     |
| Bob Paisley       |    |                  |  |     |

### Ritorno
| Arbitro: | Ulf Eriksson |

|                                                                  |           |  |
| Thompson 21’ McDermott 40’, 56’, 67’ Fairclough 86’ Dalglish 88’ | Marcatori |  |

| Liverpool | Amburgo |

| Liverpool (4-4-2) |    |                  |  |     |
|                   |    |                  |  |     |
| P                 | 1  | Ray Clemence     |  |     |
| D                 | 2  | Phil Neal        |  |     |
| D                 | 3  | Tommy Smith      |  |     |
| D                 | 4  | Phil Thompson    |  |     |
| C                 | 5  | Ray Kennedy      |  |     |
| D                 | 6  | Emlyn Hughes (c) |  |     |
| A                 | 7  | Kenny Dalglish   |  |     |
| C                 | 8  | Terry McDermott  |  |     |
| C                 | 9  | Steve Heighway   |  | 46’ |
| A                 | 10 | David Fairclough |  |     |
| C                 | 11 | Jimmy Case       |  |     |
| A disposizione:   |    |                  |  |     |
| A                 | 12 | David Johnson    |  | 46’ |
| A                 | 13 | John Toshack     |  |     |
| D                 | 14 | Alan Hansen      |  |     |
| D                 | 15 | Joey Jones       |  |     |
| P                 | 16 | Peter McDonnell  |  |     |
| Allenatore:       |    |                  |  |     |
| Bob Paisley       |    |                  |  |     |

| Amburgo (4-3-3) |    |                   |  |     |
|                 |    |                   |  |     |
| P               | 1  | Rudolf Kargus     |  |     |
| D               | 2  | Hans-Jürgen Ripp  |  |     |
| D               | 6  | Manfred Kaltz (c) |  |     |
| D               | 3  | Peter Nogly       |  |     |
| D               | 5  | Peter Hidien      |  |     |
| C               | 9  | Klaus Zaczyk      |  | 69’ |
| C               | 4  | Horst Bertl       |  |     |
| C               | 10 | Felix Magath      |  |     |
| A               | 7  | Kevin Keegan      |  |     |
| A               | 8  | Ferdinand Keller  |  | 69’ |
| A               | 11 | Georg Volkert     |  |     |
| Sostituzioni:   |    |                   |  |     |
| C               |    | Kurt Eigl         |  | 69’ |
| A               |    | Arno Steffenhagen |  | 69’ |
| Allenatore:     |    |                   |  |     |
| Özcan Arkoç     |    |                   |  |     |